# 庄川観光祭
庄川観光祭（しょうがわかんこうさい）は富山県砺波市庄川町（旧 東礪波郡庄川町）の市街地にて1953年（昭和28年）より毎年6月第一土曜・日曜日の2日間に渡って行なわれる祭りである。

## 概要
庄川観光祭は近隣の4ヶ村が1952年（昭和27年）6月1日に合併し庄川町となり、一周年を迎えた記念として1953年（昭和28年）より庄川町観光祭として始められた祭りで、庄川峡花火大会と夜高行燈を練り回す庄川夜高行燈をメイン行事としてさまざまなイベントが行われる。
1日目は紅鱒放流つかみ取り、市街地の横を流れる庄川の舟戸橋付近にて花火大会、夜高行燈の街練り、並びに行燈コンクール、その後「合せ」と呼ばれる行燈同士のぶつけ合い（喧嘩行燈）が行なわれる。2日目は天正いなほ太鼓街流し、庄川音頭街流しやヨサコイとなみin庄川観光祭、並びに初日と同じく夜高行燈街練り並びに合せが行なわれる。また2006年（平成18年）には、「とやまの文化財百選（とやまの祭り百選部門）」に選定されている。
新型コロナウイルス感染症の拡大を受け、2020年（令和2年）、2021年（令和3年）と2年連続で観光祭礼は中止となった。2022年(令和4年)は規模を縮小した形で3年ぶりに開催された。

## 庄川夜高行燈
夜高行燈は15の地区（若連中）にて大・中・小行燈、合わせて約26基が庄川市街地を練り回す。その内「合せ」を行なう高さ約5.5mの大行燈は9基である。
砺波・南砺地方では6月初旬に、田植えが終わり休みを取るという意味の「ヤスンゴト」（休んごと）といわれる習慣があり、この時期に合わせ各地で五穀豊穣を願う田祭りなどが行なわれているが、庄川区域では福野町（現 南砺市福野町）の福野夜高行燈をまねて、金屋・青島地区の人々が昭和7、8年頃行燈を作成し練り回した。その後各地区が行燈を新たに制作、そして競い合ううちに大型化していった。
その後、第2次世界大戦の影響により祭り自体がすたれ廃絶してしまったが、1953年（昭和28年）より始まった庄川町観光祭にて復興し盛大に行なわれるようになり、最盛期には30数基の大小行燈が街を練り回した。だが昭和30年代に入ると行燈制作により仕事へ支障をきたすことや、自動車普及により街練りに支障をきたすようになり徐々に数が減り、1962年（昭和37年）にはまたも廃絶してしまった。しかし1972年（昭和47年）に金屋地区清水町内の人々が復活を志すこととなり、翌1973年（昭和48年）に金屋・青島地区の人々が、大行燈6基、中・小の行燈10数台を曳き出したことで再び復興を果たし、以降現在まで受け継がれている。また、2012年（平成24年）11月17日には、大行燈を有する8町の若衆約20名が「庄川夜高若連中」を発足した。
2015年（平成27年）には、1988年（昭和63年）まで大行燈を出していた京坂若連中の大行燈が27年ぶりに復活した。これまで曳き手の不足により、1989年（平成元年）以降は中行燈のみを児童・園児らの手によって練り回していたが、大行燈復活の機運が町内の若手たちから2年ほど前より高まり、準備に取り掛かってきたものである。

### 夜高行燈
約26基の夜高行燈は、そり状の小さな車輪が付いている摺木（ずりき）といわれる台車に煉り廻すための台棒といわれる太い丸太を井桁に組む。摺木（ずりき）の中心には心棒を刺し、その心棒には下側から｢御神燈（祝田祭とは書かない）｣と書かれた連楽（れんがく、田楽（でんがく）ともいわれる）といわれる長方形の立方体の行燈、その前後に吊物といわれる行燈、その上に傘に水引幕を張った傘鉾（かさぼこ）、そして最上部には山車といわれる御所車や神輿、舟形を模った行燈がのせられている。連楽、吊物、山車は、約2ヶ月掛け木枠や竹枠、針金を用い立体的に形を作り、色とりどりの彩色を施し最後に蝋引きを施した和紙を貼る。夜になり中に火が燈るとよりいっそう山車や吊物が鮮やかに立体的に浮かびあがる。
大行燈を有する若連中
- 金屋清流会
- 京坂若連中
- 南部野若連中
- 庄新会（岩黒団地/金屋新）
- 中之島若連中
- 東部松栄会
- 中路クラブ（中部）
- 西部西友会
- 下村

中・小行燈を有する若連中
畑直二十日会、清水町清友会、示野、サンパチ会、舟誠会、種田地区児童・母親クラブ、雄神小若連中

### 合せ（喧嘩行燈）
夜高行燈の「合せ」は、十数メートル離れて対峙した2基の大行燈を全力でぶつけ合い押し合うもので、喧嘩行燈といわれる。1日目は夜高行燈コンクール終了後に、庄川生涯学習センター（庄川図書館）から砺波市役所庄川支所間の道路で、2日目は午後7時30分頃より富山銀行庄川支店前付近の道路にて、午後9時頃より庄川生涯学習センターから砺波市役所庄川支所間の道路の2ヶ所で行なわれる。各地区責任者である「裁許（さいきょ）」の合図で行燈同士をぶつけ合った後、台棒でお互いの行燈を押し合う。
2日目の夜半にすべての合せが終わると大行燈と若衆が集まり、手締め式が行なわれ、夜高行燈の無事執り行われたことと来年の引継ぎを確認し祭りは終了する。

### 庄地区夜高行燈
庄地区は、古くは庄川町観光祭（現 庄川観光祭）夜高行燈に参加しており、一旦途絶えた後1975年から1980年ごろまで再び参加したのちまた途絶えていたが、2014年（平成26年）秋に、地元の温泉宿にて展示されていた高さ約3mの夜高行燈を譲り受け、台棒を新調、若干の改良を施し、2015年（平成27年）6月13日、約35年ぶりに中学生以下の生徒・児童らによって同地区で練り回しを行った。